# كديوت (المهرة)

تعديل مصدري - تعديل

تجمعات كديوت هو "تجمع بدوي" في  عزلة منعر بمديرية منعر التابعة لمحافظة المهرة، بلغ تعداد سكانها 146 نسمة حسب تعداد اليمن لعام 2004.